# الذاكرة (قناة)
الذاكرة قناة فضائية جزائرية، وهي ثامن قناة عمومية تابعة للمؤسسة الوطنية للتلفزيون الجزائري.

## تاريخ
يعود إنشاء قناة الذاكرة إلى تصريحات رئيس الجمهورية الجزائري عبد المجيد تبون الداعي للإهتمام بالذاكرة الوطنية، وتعد قناة الذاكرة أول قناة جزائرية في الجزائر تهتم بتاريخ الجزائر، تم إطلاق البث ليلة 1 نوفمبر 2020 وأشرف على ذلك رئيس الوزراء عبد العزيز جراد وحضور رسمي لعدة وزراء، والمدير العام للتلفزيون أحمد بن صبان، تزامنا بمناسبة إحتفالات الذكرى السادسة والستون لإندلاع ثورة التحرير الجزائرية.

## بث القناة

### البث الفضائي
تبث القناة عبر القمرين الصناعيين نايل سات العربي وألكوم سات-1 الجزائري.

## وصلات خارجية
- الموقع الرسمي للمؤسسة العمومية للتلفزيون الجزائري